# Лейте Рибейро, Силвио Видал
Силвио Видал Лейте Рибейро (порт.-браз. Sylvio Vidal Leite Ribeiro; 1 октября 1896 или 1879, Рио-де-Жанейро — неизвестно) — бразильский футболист, защитник и нападающий.

## Карьера
Видел начал карьеру в клубе «Флуминенсе» в 1913 году. 6 июля он дебютировал в основном составе команды в матче с «Рио-Крикетом», где футболист вышел в качестве центрального нападающего и забил два гола. В дальнейшем Силвио спустился в защиту. К нему в 1915 году присоединился Шико Нетто, который с Виделом стал центром обороны «Флуминенсе». В 1916 году Силвио помог команде выиграть турнир Начала чемпионата Рио-де-Жанейро. В 1917 году к ним присоединился голкипер Маркос Мендонса. Эти три футболиста составили одну из сильнейших оборонительных линий в истории клуба, которая помогла выиграть три подряд титула чемпионата штата Рио-де-Жанейро. 7 августа 1921 года Видел провёл последний матч за «Флу», сыгравшего вничью с «Фламенго» (1:1). Всего за клуб он провёл 137 матчей и забил 4 гола.
6 мая 1917 года Видал дебютировал в составе сборной Бразилии в матче со «Спортиво Барракас» (1:1). В том же году он поехал с национальной командой на чемпионат Южной Америки. Там он сыграл все три матча, а бразильцы заняли третье место. 27 января 1918 года футболист сыграл последнюю встречу в сборной Бразилии с клубом «Дублин» (0:1). Всего за национальную команду Видал провёл 7 матчей.

## Международная статистика
| Матчи Видала за сборную Бразилии | Матчи Видала за сборную Бразилии | Матчи Видала за сборную Бразилии | Матчи Видала за сборную Бразилии | Матчи Видала за сборную Бразилии | Матчи Видала за сборную Бразилии | Матчи Видала за сборную Бразилии |
| -------------------------------- | -------------------------------- | -------------------------------- | -------------------------------- | -------------------------------- | -------------------------------- | -------------------------------- |
| №                                | Дата                             | Место проведения                 | Оппонент                         | Счёт                             | Голы                             | Турнир                           |
| 1                                | 6 мая 1917                       | Рио-де-Жанейро                   | Спортиво Барракас                | 1:1                              | —                                | Товарищеский матч                |
| 2                                | 13 мая 1917                      | Рио-де-Жанейро                   | Спортиво Барракас                | 2:1                              | —                                | Товарищеский матч                |
| 3                                | 3 октября 1917                   | Монтевидео                       | Аргентина                        | 2:4                              | —                                | Чемпионат Южной Америки          |
| 4                                | 7 октября 1917                   | Монтевидео                       | Уругвай                          | 0:4                              | —                                | Чемпионат Южной Америки          |
| 5                                | 12 октября 1917                  | Монтевидео                       | Чили                             | 5:0                              | —                                | Чемпионат Южной Америки          |
| 6                                | 16 октября 1917                  | Монтевидео                       | Уругвай                          | 1:3                              | —                                | Товарищеский матч                |
| 7                                | 27 января 1918                   | Рио-де-Жанейро                   | Дублин (Монтевидео)              | 0:1                              | —                                | Товарищеский матч                |

## Достижения
- Победитель турнира Начала чемпионата Рио-де-Жанейро: 1916
- Чемпион штата Рио-де-Жанейро: 1917, 1918, 1919